# Бурен-Бай-Хаак
Бурен-Бай-Хаак — село в Каа-Хемском кожууне Республики Тыва. Административный центр Бурен-Бай-Хаакского сумона.

## География
Село основано у р. Бурен, возле впадения в него ручья Бай-Хаак (Бай-Хаак в переводе с тувинского «богатый тальником»).
К селу примыкают местечки (населённые пункты без статуса поселения): м. Ак-Хем, м. Арыг-Бажы, м. Большой Ажык, м. Вершина Бурганныг, м. Дук-Салыр, м. Кара-Суг, м. Кок-Моон, м. Кургаг-Буга-Аксы, м. Оруктуг, м. Усть-Бурганныг, м. Ферма, м. Хадылыг.
уличная сеть
состоит из 9 географических объектов: ул. Бай-Хаак, ул. Балган-оола, ул. Брагина, ул. Ленина, ул. Лесная, ул. Набережная, ул. Новая, Колхозный пер., Центральный пер.

## Население
| 2002 | 2010 |
| ---- | ---- |
| 922  | ↘792 |

## Инфраструктура
МБОУ СОШ с.Бурен-Бай-Хаак; в ней реализован проекта «Имя героя – школе» 
Развито животноводство

## Транспорт
Автодорога от Кызыла «Кызыл-Эрзин» 93Н-36.